# 梅村崇
梅村 崇（うめむら たかし、1973年 - 、天秤座）は、日本のライトノベル作家、シナリオライター。神奈川県出身。

## 経歴・人物
1990年代より、ゲームノベライズ、漫画脚本などを中心に活動。それに加え、徳間書店や一迅社にてSF、ファンタジー的な小説作品を執筆している。
オリジナル作品には、「時間ループもの」の要素が強く含まれている。

## 作品リスト

### オリジナル作品

#### 書籍
- 輪舞曲都市 Ronde‐City （EXノベルズ、2002年6月）
- 時に消えたキミと歪曲の十日間 ―デイ・トリッパー （徳間デュアル文庫2009年8月）
- 魔王と踊れ! -白翼の姫-1 （一迅社文庫、2010年7月）
- 魔王と踊れ! -白翼の姫-2 （一迅社文庫、2010年10月）
- スキップ!!! 〜僕と彼女が見つけた戦術。〜 （SAMURAi文庫、2014年2月）

#### 雑誌等への寄稿
- 月のない夜に  (『SF Japan 2007年 SPRING』徳間書店) 寄稿

### ノベライズ作品
- 小説 スターオーシャンセカンドストーリー〈上巻〉エクスペル彷徨 （エニックス、1998年11月）※百武星男との共著
- 小説 スターオーシャンセカンドストーリー〈下巻〉エナジーネーデ解体 （エニックス、1998年11月）※百武星男との共著
- 小説 レガイア伝説 （エニックス、1999年5月）※百武星男との共著（事実上は単著）
- 小説 サムライスピリッツ アスラ斬魔伝 （エニックス、1999年10月）
- 小説 ファイアーエムブレム トラキア776〈上巻〉亡国の王子 （エニックス、2000年3月）
- 小説 ファイアーエムブレム トラキア776〈下巻〉救国の英雄 （エニックス、2000年4月）
- 小説 ヴァルキリープロファイル〈上〉ミッドガルド擾乱 （エニックス、2000年12月）
- 小説 ヴァルキリープロファイル〈下〉アスガルド諍乱 （エニックス、2001年2月）
- 小説 スターオーシャンブルースフィア （エニックス、2001年9月）
- 小説 ファイナルファンタジー・クリスタルクロニクル （エニックス、2004年1月）
- ヴァルキリープロファイル2 シルメリア〈Vol.1〉 （スクウェア・エニックス、2006年8月）
- ヴァルキリープロファイル2 シルメリア〈Vol.2〉 （スクウェア・エニックス、2006年10月）
- 魔王と踊れ! 〜Legend of the Lord of Lords〜 （一迅社文庫、2009年1月）
- 小説 ファイナルファンタジーI・II・III Memory of Heroes （スクウェア・エニックス、2012年10月）

### 漫画原作 担当作品
- ドラゴンクエスト列伝 ロトの紋章 〜紋章を継ぐ者達へ〜 （ヤングガンガンコミックス、全34巻、2004年 - 2020年）
- 最遊記OMNIBUS （漫画：魚住ユキコ、2010年7月）